# Peter Kogler
Peter Kogler, né le 19 juin 1959 à Innsbruck en Autriche, est un plasticien contemporain autrichien.

## Biographie
Peter Kogler fait son apparition sur la scène des artistes contemporains à la fin années 1980 notamment en participant à plusieurs expositions à la Documenta de Cassel ainsi qu'aux Biennales de Venise où il présente ses travaux vidéos et plastiques basés sur les motifs numérisés par ordinateurs.
Il vit et travaille à Vienne.

## Œuvres
- 2007 : Pont et Skate Park pour l'aménagement de la ligne 3a du tramway d'Île-de-France
- 2010 : Globus

## Principales expositions
- 1986 : Biennale de Venise (collectif)
- 1992 : Documenta IX (collectif)
- 1993 : Biennale de Venise (collectif)
- 1997 : Documenta X (collectif)
- 1999 : Installation 1999, au Mamco de Genève
- 2005 : Centre régional d'art contemporain de Sète
- 2006 : Eye on Europe, exposition collective au MoMA de New York
- 2006 : Biennale de Venise (collectif)
- 2007 : Rétrospective au Mamco
- 2019 : Connected. Peter Kogler With..., Kunsthaus Graz, 28.06 - 20.10.2019